# Giải Oscar lần thứ 97
Lễ trao giải Oscar lần thứ 97 là lễ trao giải thường niên do Viện Hàn lâm Khoa học và Nghệ thuật Điện ảnh tổ chức, nhằm tôn vinh những tác phẩm điện ảnh xuất sắc nhất năm 2024. Buổi lễ được diễn ra tại Nhà hát Dolby ở Hollywood, Los Angeles, California vào ngày 2 tháng 3 năm 2025, do Hamish Hamilton làm đạo diễn và được phát sóng trên truyền hình tại Mỹ bởi đài ABC, đồng thời cũng được lên sóng tại Việt Nam vào ngày 3 tháng 3 năm 2025 trên K+. Buổi lễ cũng được phát trực tuyến trên Hulu, trở thành buổi lễ trao giải Oscar đầu tiên trong lịch sử thực hiện điều này. Conan O'Brien có lần đầu tiên trở thành người dẫn chương trình tổng thể của buổi lễ trong lịch sử.
Các đề cử chính thức đã được công bố vào ngày 23 tháng 1 năm 2025. Emilia Pérez dẫn đầu danh sách với 13 đề cử, theo sau là The Brutalist và Wicked với 10 đề cử. Anora chung cuộc đã giành được năm hạng mục lớn, bao gồm Phim hay nhất và Đạo diễn xuất sắc nhất, trong khi The Brutalist giành ba hạng mục; Dune: Hành tinh cát – Phần hai, Wicked và Emilia Pérez giành hai hạng mục. Những tác phẩm khác đều mang về một hạng mục chung cuộc bao gồm Conclave, Lạc trôi, I'm Not a Robot, I'm Still Here, In the Shadow of the Cypress, No Other Land, The Only Girl in the Orchestra, A Real Pain, và Thần dược. Buổi lễ đã thu hút 19,7 triệu người xem tại Mỹ.

## Đề cử và đoạt giải

### Giải thưởng chính
Người chiến thắng được liệt kê lên đầu hàng, được đánh dấu bằng in đậm và biểu thị bằng biểu tượng dấu thập kép (‡).
| Phim hay nhất - Anora – Alex Coco, Samantha Quan, và Sean Baker, sản xuất (‡) - The Brutalist – Nick Gordon, Brian Young, Andrew Morrison, D.J. Gugenheim, và Brady Corbet, sản xuất - A Complete Unknown – Fred Berger, James Mangold, và Alex Heineman, sản xuất - Conclave – Tessa Ross, Juliette Howell, và Michael A. Jackman, sản xuất - Dune: Hành tinh cát – Phần hai – Mary Parent, Cale Boyter, Tanya Lapointe, và Denis Villeneuve, sản xuất - Emilia Pérez – Pascal Caucheteux và Jacques Audiard, sản xuất - I'm Still Here – Maria Carlota Bruno và Rodrigo Teixeira, sản xuất - Nickel Boys – Dede Gardner, Jeremy Kleiner, và Joslyn Barnes, sản xuất - Thần dược – Coralie Fargeat, Tim Bevan, và Eric Fellner, sản xuất - Wicked – Marc Platt, sản xuất | Đạo diễn xuất sắc nhất - Sean Baker – Anora (‡) - Brady Corbet – The Brutalist - James Mangold – A Complete Unknown - Jacques Audiard – Emilia Pérez - Coralie Fargeat – Thần dược |
| Nam diễn viên chính xuất sắc nhất - Adrien Brody – The Brutalist trong vai László Tóth (‡) - Timothée Chalamet – A Complete Unknown trong vai Bob Dylan - Colman Domingo – Sing Sing trong vai John "Divine G" Whitfield - Ralph Fiennes – Conclave trong vai hồng y Thomas Lawrence - Sebastian Stan – The Apprentice trong vai Donald J. Trump | Nữ diễn viên chính xuất sắc nhất - Mikey Madison – Anora trong vai Ani Mikheeva (‡) - Cynthia Erivo – Wicked trong vai Elphaba Thropp - Karla Sofía Gascón – Emilia Pérez trong vai Emilia Pérez / Juan "Manitas" Del Monte - Demi Moore – Thần dược trong vai Elisabeth Sparkle - Fernanda Torres – I'm Still Here trong vai Eunice Paiva |
| Nam diễn viên phụ xuất sắc nhất - Kieran Culkin – A Real Pain trong vai Benji Kaplan (‡) - Yura Borisov – Anora trong vai Igor - Edward Norton – A Complete Unknown trong vai Pete Seeger - Guy Pearce – The Brutalist trong vai Harrison Lee Van Buren Sr. - Jeremy Strong – The Apprentice trong vai Roy Cohn | Nữ diễn viên phụ xuất sắc nhất - Zoe Saldaña – Emilia Pérez trong vai Rita Mora Castro (‡) - Monica Barbaro – A Complete Unknown trong vai Joan Baez - Ariana Grande – Wicked trong vai Galinda "Glinda" Upland - Felicity Jones – The Brutalist trong vai Erzsébet Tóth - Isabella Rossellini – Conclave trong vai sơ Agnes |
| Kịch bản gốc xuất sắc nhất - Anora – Sean Baker (‡) - The Brutalist – Brady Corbet và Mona Fastvold - A Real Pain – Jesse Eisenberg - September 5 – Moritz Binder, Tim Fehlbaum, và Alex David - Thần dược – Coralie Fargeat | Kịch bản chuyển thể xuất sắc nhất - Conclave – Peter Straughan; dựa theo tiểu thuyết Conclave của Robert Harris (‡) - A Complete Unknown – James Mangold và Jay Cocks; dựa theo cuốn sách Dylan Goes Electric! của Elijah Wald - Emilia Pérez – Jacques Audiard; dựa theo vở opera Emilia Pérez của Jacques Audiard - Nickel Boys – RaMell Ross và Joslyn Barnes; dựa theo tiểu thuyết The Nickel Boys của Colson Whitehead - Sing Sing – biên kịch: Greg Kwedar và Clint Bentley; cốt truyện: Greg Kwedar, Clint Bentley, Clarence Maclin, và John "Divine G" Whitfield; dựa theo cuốn sách The Sing Sing Follies của John H. Richardson |
| Phim hoạt hình hay nhất - Lạc trôi – Gints Zilbalodis, Matīss Kaža, Ron Dyens, và Gregory Zalcman (‡) - Những mảnh ghép cảm xúc 2 – Kelsey Mann và Mark Nielsen - Memoir of a Snail – Adam Elliot và Liz Kearney - Wallace và Gromit: Lông vũ báo thù – Nick Park, Merlin Crossingham và Richard Beek - Robot hoang dã – Chris Sanders và Jeff Hermann | Phim quốc tế hay nhất - I'm Still Here (Brazil) bằng tiếng Bồ Đào Nha – Walter Salles đạo diễn (‡) - Emilia Pérez (Pháp) bằng tiếng Tây Ban Nha – Jacques Audiard đạo diễn - Lạc trôi (Latvia) (không lời thoại) – Gints Zilbalodis đạo diễn - The Girl with the Needle (Đan Mạch) bằng tiếng Đan Mạch – Magnus von Horn đạo diễn - The Seed of the Sacred Fig (Đức) bằng tiếng Ba Tư – Mohammad Rasoulof đạo diễn |
| Phim tài liệu hay nhất - No Other Land – Basel Adra, Rachel Szor, Hamdan Ballal, và Yuval Abraham (‡) - Black Box Diaries – Shiori Itō, Eric Nyari, và Hanna Aqvilin - Porcelain War – Brendan Bellomo, Slava Leontyev, Aniela Sidorska, và Paula DuPré Pesmen - Soundtrack to a Coup d'Etat – Johan Grimonprez, Daan Milius, và Rémi Grellety - Sugarcane – Julian Brave NoiseCat, Emily Kassie và Kellen Quinn | Phim tài liệu ngắn hay nhất - The Only Girl in the Orchestra – Molly O'Brien và Lisa Remington (‡) - Death by Numbers – Kim A. Snyder và Janique L. Robillard - I Am Ready, Warden – Smriti Mundhra và Maya Gnyp - Incident – Bill Morrison và Jamie Kalven - Instruments of a Beating Heart – Ema Ryan Yamazaki và Eric Nyari |
| Phim ngắn hay nhất - I'm Not a Robot – Victoria Warmerdam và Trent (‡) - A Lien – Sam Cutler-Kreutz và David Cutler-Kreutz - Anuja – Adam J. Graves và Suchitra Mattai - The Last Ranger – Cindy Lee và Darwin Shaw - The Man Who Could Not Remain Silent – Nebojša Slijepčević và Danijel Pek | Phim hoạt hình ngắn hay nhất - In the Shadow of the Cypress – Shirin Sohani và Hossein Molayemi (‡) - Beautiful Men – Nicolas Keppens và Brecht Van Elslande - Magic Candies – Daisuke Nishio và Takashi Washio - Wander to Wonder – Nina Gantz và Stienette Bosklopper - Yuck! – Loïc Espuche và Juliette Marquet |
| Nhạc phim hay nhất - The Brutalist – Daniel Blumberg (‡) - Conclave – Volker Bertelmann - Emilia Pérez – Clément Ducol và Camille - Wicked – John Powell và Stephen Schwartz - Robot hoang dã – Kris Bowers | Ca khúc trong phim hay nhất - "El Mal" trong phim Emilia Pérez – Nhạc: Clément Ducol và Camille; lời: Clément Ducol, Camille, và Jacques Audiard (‡) - "The Journey" trong phim The Six Triple Eight – Nhạc và lời: Diane Warren - "Like a Bird" trong phim Sing Sing – Nhạc và lời: Abraham Alexander và Adrian Quesada - "Mi Camino" trong phim Emilia Pérez – Nhạc và lời: Camille và Clément Ducol - "Never Too Late" trong phim Elton John: Never Too Late – Nhạc và lời: Elton John, Brandi Carlile, Andrew Watt, và Bernie Taupin                                                                                                  |
| Âm thanh xuất sắc nhất - Dune: Hành tinh cát – Phần hai – Gareth John, Richard King, Ron Bartlett, và Doug Hemphill (‡) - A Complete Unknown – Tod A. Maitland, Donald Sylvester, Ted Caplan, Paul Massey, và David Giammarco - Emilia Pérez – Erwan Kerzanet, Aymeric Devoldère, Maxence Dussère, Cyril Holtz, và Niels Barletta - Wicked – Simon Hayes, Nancy Nugent Title, Jack Dolman, Andy Nelson, và John Marquis - Robot hoang dã – Randy Thom, Brian Chumney, Gary A. Rizzo, và Leff Lefferts | Thiết kế sản xuất xuất sắc nhất - Wicked – Thiết kế sản xuất: Nathan Crowley; trang trí bối cảnh: Lee Sandales (‡) - The Brutalist – Thiết kế sản xuất: Judy Becker; trang trí bối cảnh: Patricia Cuccia - Conclave – Thiết kế sản xuất: Suzie Davies; trang trí bối cảnh: Cynthia Sleiter - Dune: Hành tinh cát – Phần hai – Thiết kế sản xuất: Patrice Vermette; trang trí bối cảnh: Shane Vieau - Ma cà rồng Nosferatu – Thiết kế sản xuất: Craig Lathrop; trang trí bối cảnh: Beatrice Brentnerová |
| Quay phim xuất sắc nhất - The Brutalist – Lol Crawley (‡) - Dune: Hành tinh cát – Phần hai – Greig Fraser - Emilia Pérez – Paul Guilhaume - Maria – Ed Lachman - Ma cà rồng Nosferatu – Jarin Blaschke | Hóa trang xuất sắc nhất - Thần dược – Pierre-Oliver Persin, Stéphanie Guillon, và Marilyne Scarselli (‡) - A Different Man – Mike Marino, David Presto, và Crystal Jurado - Emilia Pérez – Julia Floch Carbonel, Emmanuel Janvier, và Jean-Christophe Spadaccini - Ma cà rồng Nosferatu – David White, Traci Loader, và Suzanne Stokes-Munton - Wicked – Frances Hannon, Laura Blount, và Sarah Nuth |
| Thiết kế phục trang đẹp nhất - Wicked – Paul Tazewell (‡) - A Complete Unknown – Arianne Phillips - Conclave – Lisy Christl - Võ sĩ giác đấu II – Janty Yates và Dave Crossman - Ma cà rồng Nosferatu – Linda Muir | Dựng phim xuất sắc nhất - Anora – Sean Baker (‡) - The Brutalist – David Jancso - Conclave – Nick Emerson - Emilia Pérez – Juliette Welfling - Wicked – Myron Kerstein |
| Hiệu ứng hình ảnh xuất sắc nhất - Dune: Hành tinh cát – Phần hai – Paul Lambert, Stephen James, Rhys Salcombe, và Gerd Nefzer (‡) - Quái vật không gian: Romulus – Eric Barba, Nelson Sepulveda-Fauser, Daniel Macarin, và Shane Mahan - Better Man – Luke Millar, David Clayton, Keith Herft, và Peter Stubbs - Hành tinh khỉ: Vương quốc mới – Erik Winquist, Stephen Unterfranz, Paul Story, và Rodney Burke - Wicked – Pablo Helman, Jonathan Fawkner, David Shirk, và Paul Corbould | |

### Giải Governor
Viện Hàn lâm đã tổ chức buổi lễ trao giải Governor vào ngày 17 tháng 11 năm 2024, với các giải thưởng được trao cho những người sau đây trong buổi lễ:

#### Giải Oscar danh dự
- Quincy Jones[18] (truy cử)
- Juliet Taylor[18]

#### Giải thưởng nhân đạo Jean Hersholt
- Richard Curtis[18]

#### Giải thưởng tưởng niệm Irving G. Thalberg
- Barbara Broccoli[18]
- Michael G. Wilson[18]

### Phim có nhiều chiến thắng và đề cử
| Số lần đề cử | Phim                           |
| ------------ | ------------------------------ |
| 13           | Emilia Pérez                   |
| 10           | The Brutalist                  |
| 10           | Wicked                         |
| 8            | A Complete Unknown             |
| 8            | Conclave                       |
| 6            | Anora                          |
| 5            | Dune: Hành tinh cát – Phần hai |
| 5            | Thần dược                      |
| 4            | Nosferatu                      |
| 3            | I'm Still Here                 |
| 3            | Sing Sing                      |
| 3            | Robot hoang dã                 |
| 2            | The Apprentice                 |
| 2            | Flow                           |
| 2            | Nickel Boys                    |
| 2            | A Real Pain                    |

| Số lần giành giải | Phim                           |
| ----------------- | ------------------------------ |
| 5                 | Anora                          |
| 3                 | The Brutalist                  |
| 2                 | Dune: Hành tinh cát – Phần hai |
| 2                 | Emilia Pérez                   |
| 2                 | Wicked                         |

## Những người trao giải và trình diễn
Dưới đây là danh sách những nghệ sĩ tham gia lễ trao giải với tư cách là những người trao giải và những người trình diễn các tiết mục.
| Tên                                                                | Vai trò                                                                                        |
| ------------------------------------------------------------------ | ---------------------------------------------------------------------------------------------- |
| Nick Offerman                                                      | Thông báo bắt đầu buổi lễ trao giải Oscar lần thứ 97                                           |
| Robert Downey Jr.                                                  | Công bố trao giải cho hạng mục Nam diễn viên phụ xuất sắc nhất                                 |
| Goldie Hawn Andrew Garfield                                        | Công bố trao giải cho hạng mục Phim hoạt hình hay nhất và Phim hoạt hình ngắn hay nhất         |
| Lily-Rose Depp Elle Fanning John Lithgow Connie Nielsen Bowen Yang | Công bố trao giải cho hạng mục Thiết kế phục trang đẹp nhất                                    |
| Amy Poehler                                                        | Công bố trao giải cho hạng mục Kịch bản gốc xuất sắc nhất và Kịch bản chuyển thể xuất sắc nhất |
| June Squibb Scarlett Johansson                                     | Công bố trao giải cho hạng mục Hóa trang xuất sắc nhất                                         |
| Halle Berry                                                        | Giới thiệu buổi tri ân thương hiệu James Bond đến Barbara Broccoli và Michael G. Wilson        |
| Daryl Hannah                                                       | Công bố trao giải cho hạng mục Dựng phim xuất sắc nhất                                         |
| Da'Vine Joy Randolph                                               | Công bố trao giải cho hạng mục Nữ diễn viên phụ xuất sắc nhất                                  |
| Ben Stiller                                                        | Công bố trao giải cho hạng mục Thiết kế sản xuất xuất sắc nhất                                 |
| Mick Jagger                                                        | Công bố trao giải cho hạng mục Ca khúc trong phim hay nhất                                     |
| Selena Gomez Samuel L. Jackson                                     | Công bố trao giải cho hạng mục Phim tài liệu hay nhất và Phim tài liệu ngắn hay nhất           |
| Miley Cyrus Miles Teller                                           | Công bố trao giải cho hạng mục Âm thanh xuất sắc nhất                                          |
| Gal Gadot Rachel Zegler                                            | Công bố trao giải cho hạng mục Hiệu ứng hình ảnh xuất sắc nhất                                 |
| Ana de Armas Sterling K. Brown                                     | Công bố trao giải cho hạng mục Phim ngắn người đóng hay nhất                                   |
| Morgan Freeman                                                     | Giới thiệu phần "In Memoriam (Tưởng nhớ)"                                                      |
| Joe Alwyn Dave Bautista Willem Dafoe Zoe Saldaña Alba Rohrwacher   | Công bố trao giải cho hạng mục Quay phim xuất sắc nhất                                         |
| Penelope Cruz                                                      | Công bố trao giải cho hạng mục Phim quốc tế hay nhất                                           |
| Mark Hamill                                                        | Công bố trao giải cho hạng mục Nhạc phim hay nhất                                              |
| Whoopi Goldberg Oprah Winfrey                                      | Giới thiệu buổi tri ân đến Quincy Jones                                                        |
| Cillian Murphy                                                     | Công bố trao giải cho hạng mục Nam diễn viên chính xuất sắc nhất                               |
| Quentin Tarantino                                                  | Công bố trao giải cho hạng mục Đạo diễn xuất sắc nhất                                          |
| Emma Stone                                                         | Công bố trao giải cho hạng mục Nữ diễn viên chính xuất sắc nhất                                |
| Billy Crystal Meg Ryan                                             | Công bố trao giải cho hạng mục Phim hay nhất                                                   |

| Tên                                          | Vai trò                      | Tiết mục trình diễn |
| -------------------------------------------- | ---------------------------- | --- |
| Michael Bearden                              | Giám đốc âm nhạc Nhạc trưởng | Giao hưởng |
| Cynthia Erivo Ariana Grande                  | Người trình diễn             | Liên khúc trong phim Wicked: "Over the Rainbow" "Home" "Defying Gravity"                                                                              |
| Conan O'Brien                                | Người trình diễn             | Tiết mục mở màn "I Won't Waste Time" |
| Lisa Doja Cat Raye Margaret Qualley (vũ đạo) | Người trình diễn             | Tri ân thương hiệu James Bond đến Barbara Broccoli và Michael G. Wilson: "Live and Let Die" (Lisa) "Diamonds are Forever" (Doja Cat) "Skyfall" (Raye) |
| Queen Latifah                                | Người trình diễn             | Tri ân đến Quincy Jones |
| Los Angeles Master Chorale                   | Người trình diễn             | "Lacrimosa" từ bản nhạc "Requiem", trong phần "In Memoriam (Tưởng nhớ)"                                                                               |